# Kaspar von Buchwaldt
Kaspar von Buchwaldt (* 18. Januar 1797 in Kiel; † 29. Oktober 1875 in Pronstorf) war ein holsteinischer Rittergutsbesitzer und dänischer Verwaltungs- und Hofbeamter.

## Leben

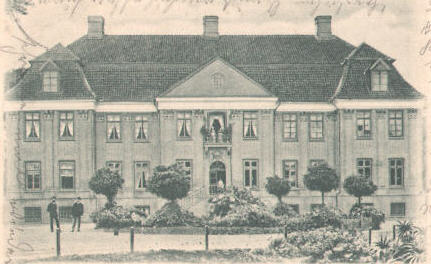
Das Herrenhaus auf Pronstorf um 1900

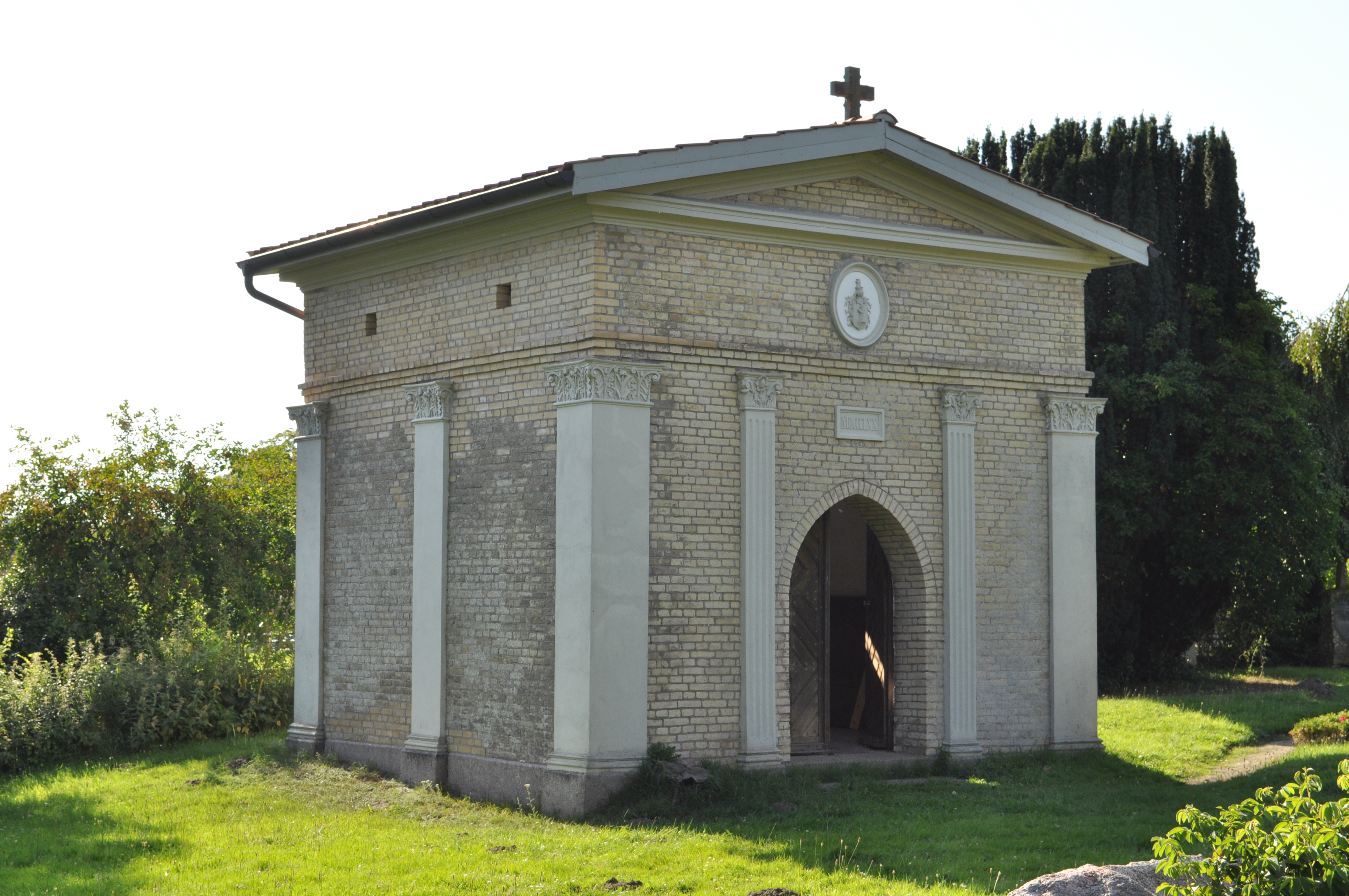
1870 errichtetes Mausoleum an der Vizelinkirche von Pronstorf mit dem Wappen der Buchwaldts

Kaspar von Buchwaldt war Sohn des Gutsbesitzers Friedrich Christian von Buchwaldt. Er besuchte das Katharineum zu Lübeck bis Michaelis 1815 und studierte danach an der Ruprecht-Karls-Universität Heidelberg. 1819 wurde er Mitglied des Corps Holsatia Heidelberg. Nach dem Studium kehrte er in seine holsteinische Heimat zurück und wurde Besitzer von Gut Pronstorf. Er war königlich dänischer Kammerherr und Landrat sowie Mitglied der Holsteinischen Ständeversammlung für die adligen Güter. 1852 war er Vizepräsident der Regierung für Schleswig-Holstein. 1854 wurde er Mitglied im Dänischen Reichsrat. Im Reichsrat war er einer der vier vom König ernannten Mitglieder für das Herzogtum Holstein.
Seine einzige Tochter Adelheid Luise heiratete Otto Reichsgraf Rantzau-Breitenburg, womit nach dem Tode Kaspar von Buchwaldts Pronstorf auf die Familie Rantzau überging.